# 扎维特内 (扎波罗热州)
47°17′32″N 35°25′45″E / 47.29222°N 35.42917°E
扎維特内（烏克蘭語：Завітне）是位於烏克蘭東南部的村莊，由扎波羅熱州瓦西里夫卡區的羅茲多爾市鎮負責管轄。該村始建於1921年，面積0.49平方公里，海拔高度87米，2001年人口121，人口密度每平方公里246.9人。